# Stachytarpheta luisana
Stachytarpheta luisana là một loài thực vật có hoa trong họ Cỏ roi ngựa. Loài này được (Standl.) Standl. miêu tả khoa học đầu tiên năm 1929.